# Iniesta V
Iniesta V (né le 15 juin 2013) est un cheval hongre de robe baie inscrit au stud-book du KWPN, monté en saut d'obstacles par le cavalier français Simon Delestre puis par le saoudien Abdulrahman Alrajhi.

## Histoire
Inista V naît le 15 juin 2013 à l'élevage d'A. van Voskuilen, à Lunteren,, aux Pays-Bas.
Il entre dans les écuries du cavalier français Simon Delestre au printemps 2020,. Ce dernier en a fait l'acquisition fin 2019, mais n'a pu commencer à le monter en concours qu'en 2020 à Saint-Tropez en raison de la pandémie de Covid-19 en France.
La Fédération national équestre d'Arabie saoudite en fait l'acquisition en août 2023, vraisemblablement en vue d'une participation aux Jeux olympiques d'été de 2024. Il est alors monté par le cavalier Abdulrahman Alrajhi.

## Description

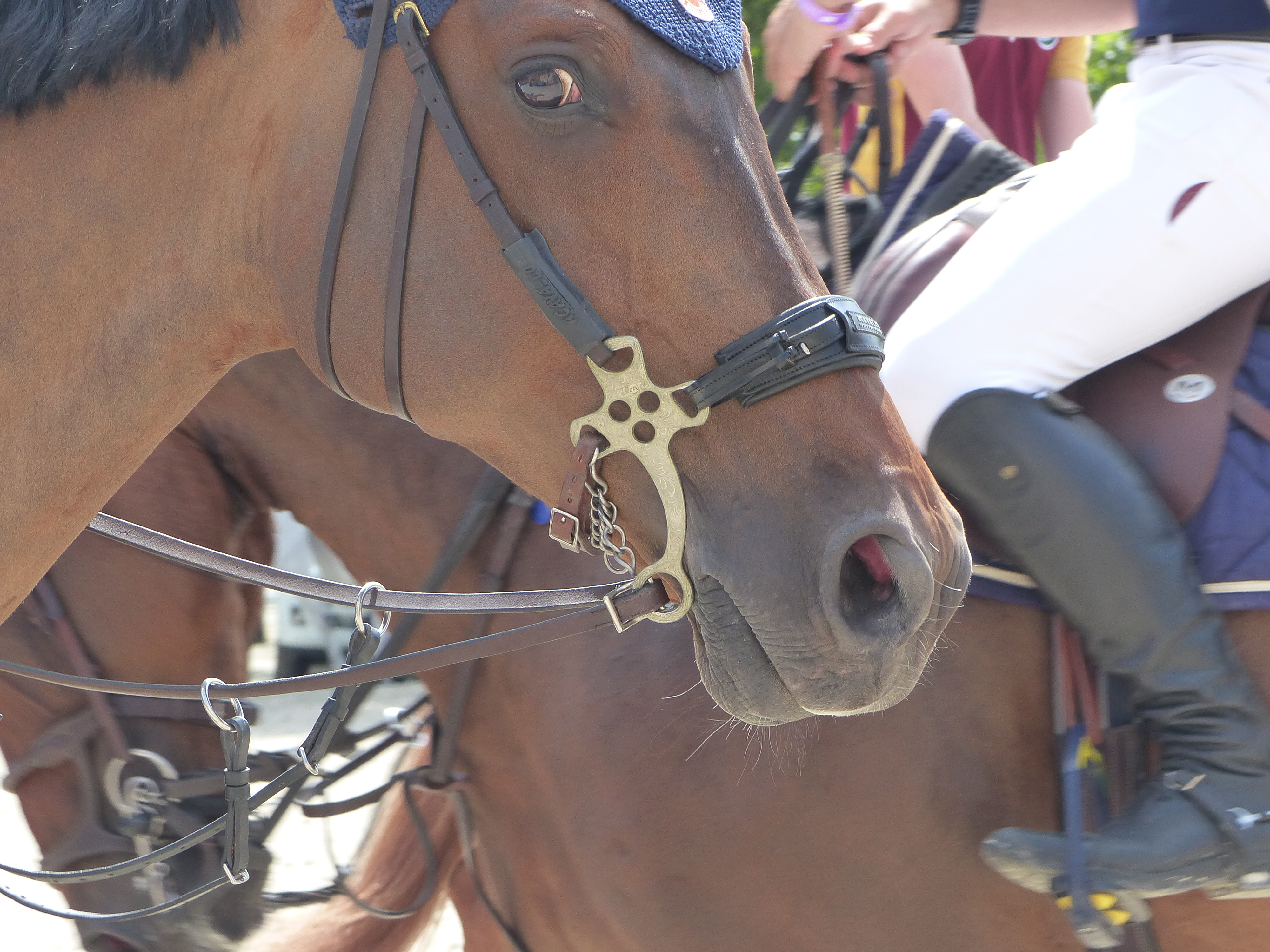
Tête d'Iniesta V au Paris Eiffel Jumping de 2023.

Iniesta V est un hongre de robe baie, inscrit au stud-book du KWPN,. Il mesure 1,68 m.
Manuel Fernandez Saro, qui a géré la vente d'Iniesta V à l'Arabie saoudite, déclare avoir rarement vu de chevaux « aussi bons que lui, avec autant de talent et d'aptitude ».

## Palmarès
Il atteint un indice de saut d'obstacles (ISO) de 169 en 2023.
- octobre 2021, 3e du Grand Prix du CSI2* de Grimaud, avec Delestre[6] ;
- décembre 2022 : vainqueur de l'épreuve de puissance du CSI 5*-W de Malines, avec Delestre[6] ;
- juin 2023 : vainqueur de l'étape Global Champions Tour par équipes à 1,55 m, avec Delestre[9],[10] ;
- septembre 2023 :  4e du Grand Prix à 1,55 m du CSI3* de Lierre, avec Alrajhi[6].

## Origines
Iniesta V est inscrit comme KWPN, et présente des origines essentiellement néerlandaises. C'est un fils de l'étalon Zambesi, et d'une jument également néerlandaise, nommée Twi Light, par No Limit,.
Il présente 34,6 % d'origines Pur-sang d'après le calcul du site web Hippomundo.